# Ádám Steinmetz
Ádám Steinmetz (ur. 11 sierpnia 1980 w Budapeszcie) – węgierski piłkarz wodny. Złoty medalista olimpijski z Aten (2004).
Dwukrotnie startował na Igrzyskach Olimpijskich. W 2004 zdobył złoty medal, w 2012 zajął z drużyną piąte miejsce. Był mistrzem Węgier w 2007 i 2008.
Piłkę wodną uprawia także jego brat Barnabás, również złoty medalista IO w 2004